# Antipathes dichotoma
Antipathes dichotoma é uma rara espécie de coral negro, encontrada a cerca de 150 metros de profundidade, no Golfo de Lamezia, na Calábria.